# Pastis

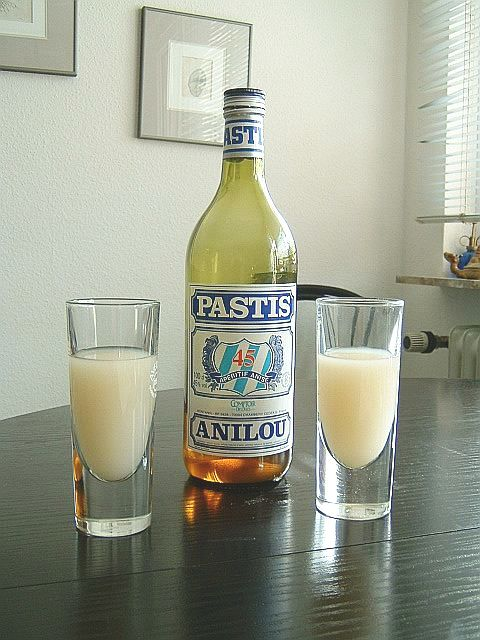
Pastis rozcieńczony wodą

Pastis – francuska wódka produkowana z anyżku i lukrecji wraz z innymi ziołowymi dodatkami. Z reguły zawiera 40–45% alkoholu. 
Do konsumpcji zwykle rozcieńczana wodą z dodatkiem lodu, co nadaje jej charakterystyczną mleczną barwę. Jest to napój typowy dla południa Francji (Prowansja).